# Svartkindad flugsnappare
Svartkindad flugsnappare (Cyornis lemprieri) är en fågel i familjen flugsnappare inom ordningen tättingar.

## Utseende och läte
Svartkindad flugsnappare är en rätt liten fågel, men stor för en flugsnappare, med vitt på buken och orange på strupe och bröst. Hanen är blå ovan, med ansiktet svartaktigt, liksom vingkanten, och ljusblått på pannan och i ett ögonbrynsstreck. Honan har grått huvud med en bruten vit ring runt ögat, bruna vingar och rostfärgad stjärt. Arten liknar mangroveflugsnapparen, men hane svartkindad flugsnappare har ljusare blå ovansida och ljusare orange bröst. Sången består av behagliga, klingande fraser med cirka fem metalliska toner, var och en unik.

## Utbredning och systematik
Fågeln förekommer i sydvästra Filippinerna, på öarna Balabac, Calamian och Palawan. Den behandlas som monotypisk, det vill säga att den inte delas in i några underarter.

## Status
Arten tros minska relativt kraftigt till följd av skogsavverkningar, framför allt i låglänta områden. Internationella naturvårdsunionen IUCN kategoriserar arten som nära hotad.

## Namn
Fågelns vetenskapliga artnamn hedrar Everard G. Lemprière, samlare av specimen i Ostindien och Filippinerna.